# Ladynowie

Flaga używana przez Ladynów

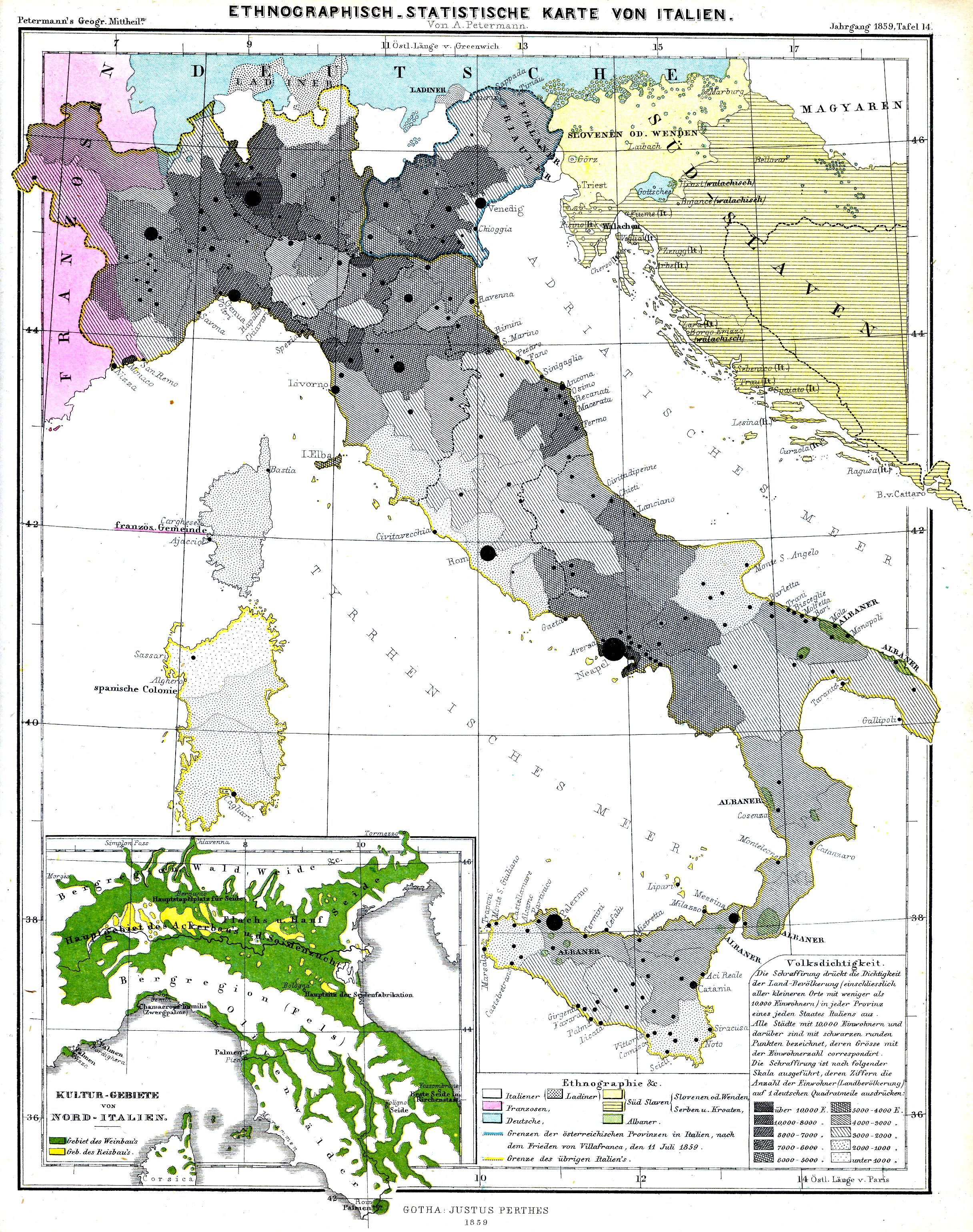
Mapa etnograficzna z 1859 Italii i płn.-zach. części Bałkanów. Szrafurą (patrz w legendzie) zaznaczono region w północnej Italii zamieszkany przez Ladynów.

Ladynowie – jedna z grup etnicznych zaliczana do Retoromanów. Zamieszkują Tyrol Południowy: Górną Adygę i Dolomity, Dolinę Badii, Autonomiczną Prowincję Bolzano, emigranci też w USA. Liczbę Ladynów szacuje się na 30–35 tys. osób.
Ladynowie wywodzą się od starożytnych mieszkańców tego terenu – Retów.
Posługują się językiem ladyńskim, należącym (obok romansz i friulskiego) do grupy języków retoromańskich. Ladynowie mieszkają w czterech dolinach otaczających masyw Sella: Val Badia, Val Gherdëina (niem. Grödental; wł. Val Gardena), Val di Fassa, Val Livinallongo, a także w dolinie Ampezzo. Ich głównym centrum kulturalnym jest miejscowość Corvara – znany ośrodek turystyki i narciarstwa alpejskiego. Język ladyński jest oficjalnie uznawany przez władze i nauczany w szkołach. Istnieje też Telewizja Ladyńska, nadająca w języku ladyńskim programy poświęcone sprawom lokalnym.
Ladynowie (we Włoszech) posiadają szkolnictwo na poziomie podstawowym.